# Kumbum

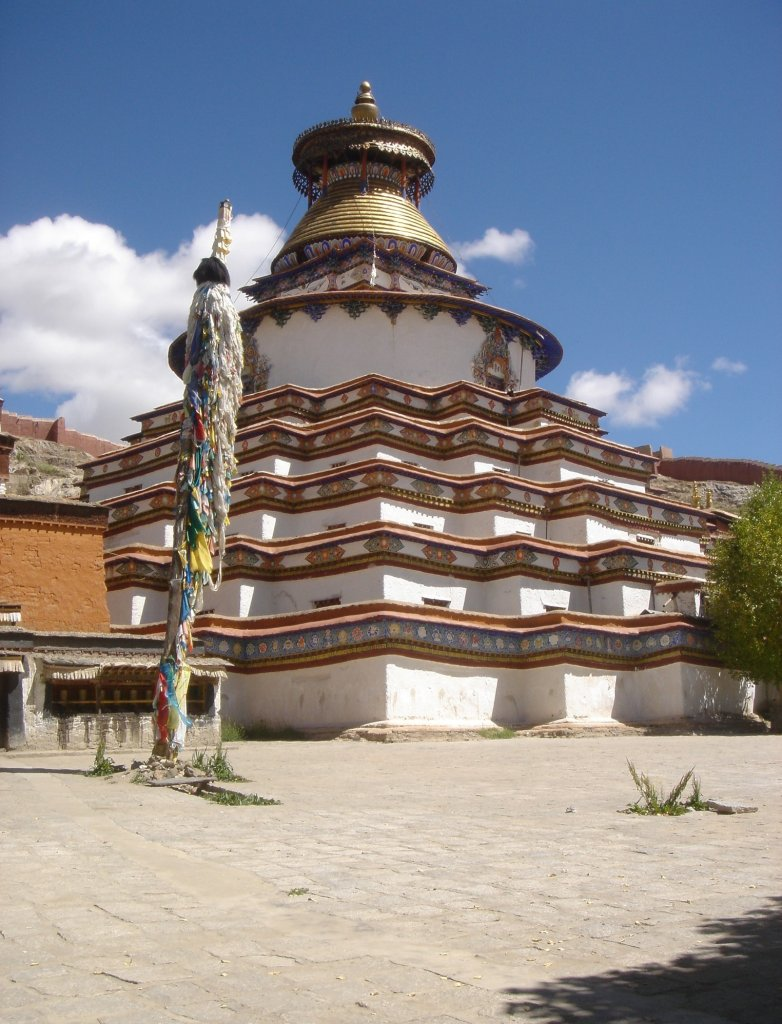
Kumbum v Gjance

Kumbum je několikapatrová stavba buddhistického charakteru vyskytující se v Tibetu. Skládá z mnoha nad sebou navršených malých místností sloužících jako obydlí pro božstva či malé chrámy a z čhörtenů. 
V Tibetu je takovýchto staveb více, nejznámější se však nachází v Gjance.